# 自動車整備士養成施設
自動車整備士養成施設（じどうしゃせいびしようせいしせつ）は、国土交通大臣が認可した自動車整備士の養成施設。

## 第一種養成施設

### 専修学校
- 国際情報工科自動車大学校
- MIE松本情報工科専門学校
- ホンダテクニカルカレッジ関西
- ホンダテクニカルカレッジ関東
- 越生工業技術大学校
- 久留米工業技術専門学校
- 宮崎ユニバーサル・カレッジ
- 九州工科自動車専門学校
- 九州工業技術専門学校
- 熊本工業専門学校
- 国際テクニカルデザイン専門学校
- 国際自動車・ビューティ専門学校
- 佐賀工業専門学校
- 阪和鳳自動車工業専門学校
- 鹿児島工学院専門学校
- 水戸自動車整備大学校
- 西鉄自動車整備専門学校
- 専門学校関東工業自動車大学校
- 太田自動車大学校
- 大阪自動車整備専門学校
- 第一自動車整備専門学校
- 東海工科専門学校
- 日本理工情報専門学校
- 北日本自動車工学専門学校
- 名鉄自動車専門学校
- 福島県理工専門学校
- トヨタ神戸自動車大学校
- 岡山自動車大学校
- 関東理工自動車大学校
- 埼玉工業専門学校
- 千葉県自動車大学校
- 千葉県自動車総合大学校
- 専修学校中部国際自動車大学校
- 専門学校トヨタ名古屋自動車大学校
- 専門学校花壇自動車整備大学校
- 専門学校群馬自動車大学校
- 専門学校広島工学院大学校
- 専門学校広島自動車大学校
- 専門学校新潟国際自動車大学校
- 専門学校赤門自動車整備大学校
- 専門学校日産愛知自動車大学校
- 専門学校日産栃木自動車大学校
- 専門学校静岡工科自動車大学校
- 日産愛媛自動車大学校
- 日産京都自動車大学校
- 北海道自動車整備大学校
- 北九州自動車大学校
- 広島国際学院自動車整備大学校

### 短期大学
- 北海道科学大学短期大学部
- 新潟工業短期大学
- 高山自動車短期大学
- 中日本自動車短期大学
- 愛知工科大学自動車短期大学
- 大阪産業大学短期大学部
- 広島国際学院大学自動車短期大学部
- 徳島工業短期大学
- 久留米工業学園短期大学

### 大学
国土交通大臣が定める自動車に関する学科を有する大学
- 大阪産業大学 工学部 交通機械工学科（自動車工学コース）
- 大阪産業大学 工学部 交通機械工学科（夜間主コース）
- 久留米工業大学 工学部 交通機械工学科
- 芦屋大学 経営教育学部 経営教育学科 自動車工学コース
- 第一工業大学 工学部 機械システム工学科 交通機械（自動車）工学コース
- 福井工業大学 工学部 機械工学科 自動車システムコース
- 福山大学 工学部 機械システム工学科 自動車システムコース
- 帝京大学 理工学部 機械・精密システム工学科 オートモビル・テクノロジー・コース
- 石巻専修大学 理工学部 機械工学科 自動車工学コース
- 八戸工業大学 工学部 機械情報技術学科 自動車工学コース

## 省庁大学校
自動車整備士国家試験の受験資格が取得可能な大学校
- 職業能力開発総合大学校